# Остра Могила (Сливенська область)
О́стра Могила (болг. Остра могила) — село в Сливенській області Болгарії. Входить до складу общини Котел.

## Населення
За даними перепису населення 2011 року у селі проживала 151 особа.
Національний склад населення села:
| Національність   | Кількість осіб | Відсоток |
| ---------------- | -------------- | -------- |
| турки            | 148            | 98,0 %   |
| болгари          | 3              | 2,0 %    |
| цигани           | 0              | 0 %      |
| інша             | 0              | 0 %      |
| не визначились   | 0              | 0 %      |
| Всього відповіли | 151            |          |

Розподіл населення за віком у 2011 році:
Динаміка населення: